# 3,7 cm Flak 18/36/37
37-мм автоматична зенітна гармата FlaK 18/36/37 (нім. 3.7 cm Flak 18/36/37/43) — німецька зенітна гармата періоду Другої світової війни. 37-мм зенітна гармата призначалася для боротьби з літаками, що летять на невеликих висотах (1500-3000 метрів) зі швидкістю 540—600 км/год, і для боротьби з наземними броньованими цілями. Існували варіанти гармати самохідні й такі, що буксували тягачами. 

## Дизайн та розробка
37-мм зенітна гармата розроблялась німецькою компанією Rheinmetall у 1935 році як 3.7 cm Flak 18 з довжиною стволу 57 калібрів (тому іноді звалась L/57). Максимальна стеля ураження повітряних цілей для гармати становила 4 800 м. При стрільбі по наземних цілях бронебійними боєприпасами гармата була спроможна пробити 36 мм броні під кутом 60° та на відстані 800 м — 24 мм відповідно. Загальна вага зенітної системи з колісною базою становила 3 560 кг (власно артилерійська складова — 1750 кг).
Одним з найістотніших недоліків системи був чотириколісний віз, який виявився занадто важким та неповоротким, тому на зміну йому був розроблений новий чотиристанинний лафет з двоколісним ходом, який відокремлювався. 3,7-см зенітна автоматична гармата з новим двоколісним лафетом і низкою змін в устрої автомата отримала назву 3.7 cm Flak 36.
Варіант 3.7-cm Flak 37 відрізнявся тільки складним, керуючим прицілом з лічильно-вирішальним пристроєм і випереджувальною системою прицілювання.
Вже у ході війни на базі 3.7-cm Flak 37 фірма «Рейнметалл» розробила новий 3,7-см автомат Flak 43. Принциповою відмінністю від попередніх конструкцій була інша схема роботи автоматики, коли частина операцій проводилася за рахунок енергії газів, що відводяться, а частина — за рахунок енергії частин, котрі відкочувалися. Завдяки цьому вдалося збільшити темп стрільби. Боєпостачання було з бічною подачею з обойм ємністю 8 патронів.
З використанням автоматів Flak 43 була створена і спарена зенітка Flakzwilling 43. У ній два автомата розташовувалися один над одним і були з'єднані між собою за допомогою тяги паралелограма.
Flak 43 не змогла повністю витіснити Flak 36 з виробничих ліній — випуск обох типів установок здійснювався аж до кінця війни.
На базі деяких зразків гусеничної техніки німці створили низку зразків ЗСУ, озброєних 37-мм автоматами. Зокрема, починаючи з 1940 року вермахт отримав 339 самохідних установок на шасі 5-тонного напівгусеничного тягача Sd.Kfz. 6, що отримали позначення Sd.Kfz.6/2. Важила ЗСУ — 10,4 т й озброювалася гарматою Flak 36, а її обслуга становила 5 осіб.
Згодом був створений варіант ЗСУ на шасі 8-тонного тягача, прийнятий на озброєння під індексом Sd.Kfz.7/2. Вона була трохи важче — 11,05 т. Озброєння — 37-мм гармата Flak 36. Було виготовлено 123 Sd.Kfz.7/2, причому машини останніх серій отримали бронезахист двигуна і кабіни водія. Наприкінці війни на шасі важкого напівгусеничного тягача sWS випускалися ЗСУ із застосуванням артилерійської частини Flak 43. При цьому кабіна і двигун тягача захищалися бронею, а важила така самоходка 13,5 т.

## Порівняльна таблиця 37-мм зенітних гармат часів Другої світової війни
| Країна          | Гармата                                              | Швидкострільність | Вага снаряда | Сумарний залп |
| --------------- | ---------------------------------------------------- | ----------------- | ------------ | ------------- |
| Третій Рейх     | 37-мм зенітна гармата FlaK 36/37/43                  | 150               | 0,64 кг      | 96 кг         |
| Третій Рейх     | 3,7 cm SKC/30                                        | 30                | 0,74 кг      | 22,2 кг       |
| Франція         | 37-мм автоматична зенітна гармата Modèle 1925        | 15-21             | 0,72 кг      | 10,8-15,12 кг |
| Італія          | 37 mm/54 Breda Mod. 1932/1938/1939                   | 60-120            | 0,82 кг      | 49,2-98,4 кг  |
| США             | 37-мм автоматична зенітна гармата M1                 | 120               | 0,87 кг      | 104,4 кг      |
| СРСР            | 37-мм автоматична зенітна гармата зразка 1939 (61-К) | 80                | 0,73 кг      | 58,4 кг       |
| Велика Британія | Vickers QF 2 pounder Mark II                         | 115               | 0,91 кг      | 104,6 кг      |
| Швеція          | Bofors L60                                           | 120               | 0,9 кг       | 108 кг        |

## Відео
- 3.7 cm Flak 18/36/37/43 [Архівовано 7 червня 2020 у Wayback Machine.]